# Panemunė
Panemunė är en ort i Litauen. Den ligger i den västra delen av landet, 220 km väster om huvudstaden Vilnius. Panemunė ligger 4 meter över havet och antalet invånare är 313.
Terrängen runt Panemunė är platt. Runt Panemunė är det glesbefolkat, med 15 invånare per kvadratkilometer. Närmaste större samhälle är Pagėgiai, 5,1 km norr om Panemunė. Omgivningarna runt Panemunė är en mosaik av jordbruksmark och naturlig växtlighet.